# Гивельд
Гиве́льд (фр. Ghyvelde) — коммуна во Франции, регион О-де-Франс, департамент Нор, округ Дюнкерк, кантон Дюнкерк-2. Расположена в 60 км от Лилля и 14 км от Дюнкерка, на границе с Бельгией. Через территорию коммуны проходит автомагистраль А16 «Европейская».
С 1 января 2016 года в состав коммуны Гивельд вошла бывшая коммуна Ле-Моэр.
Население (2017) — 4 193 человека.

## Достопримечательности
- Церковь Святого Венсана 1872 года в неоготическом стиле
- Дюна с соснами Гивельд

## Экономика
Структура занятости населения:
- сельское хозяйство — 7,9 %
- промышленность — 2,3 %
- строительство — 6,0 %
- торговля, транспорт и сфера услуг — 26,9 %
- государственные и муниципальные службы — 56,9 %

Уровень безработицы (2017) — 10,2 % (Франция в целом — 13,4 %, департамент Нор — 17,6 %). 

Среднегодовой доход на 1 человека, евро (2017) — 22 110 (Франция в целом — 21 110, департамент Нор — 19 490).

## Демография
Динамика численности населения, чел.

## Администрация
Пост мэра Гивельда с 2020 года возглавляет Патрик Теодон (Patrick Théodon). На муниципальных выборах 2020 года возглавляемый им независимый список одержал победу в 1-м туре, получив 54,09 % голосов.
| Период | Период | Фамилия          | Партия       | Примечания |
| ------ | ------ | ---------------- | ------------ | ---------- |
| 1971   | 1980   | Клод Майё        |              |            |
| 1980   | 2001   | Жан-Клод Дестайё |              |            |
| 2001   | 2020   | Жан Декуль       | Разные левые | учитель    |
| 2020   |        | Патрик Теодон    |              |            |

## Галерея

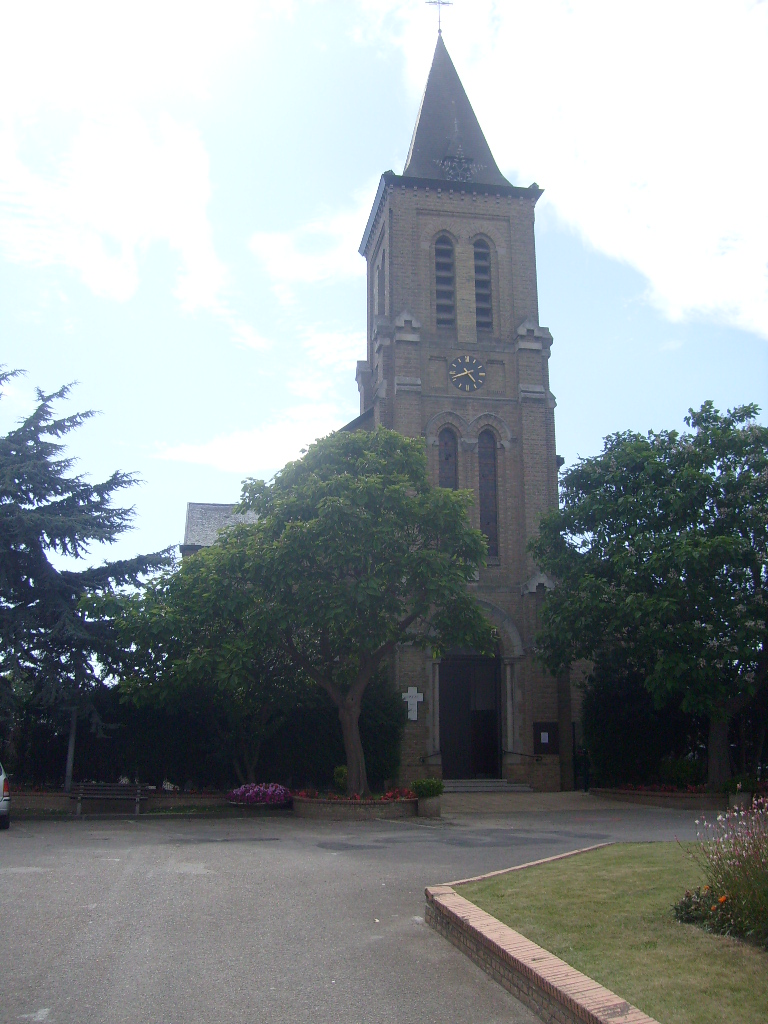
Церковь Святого Венсана
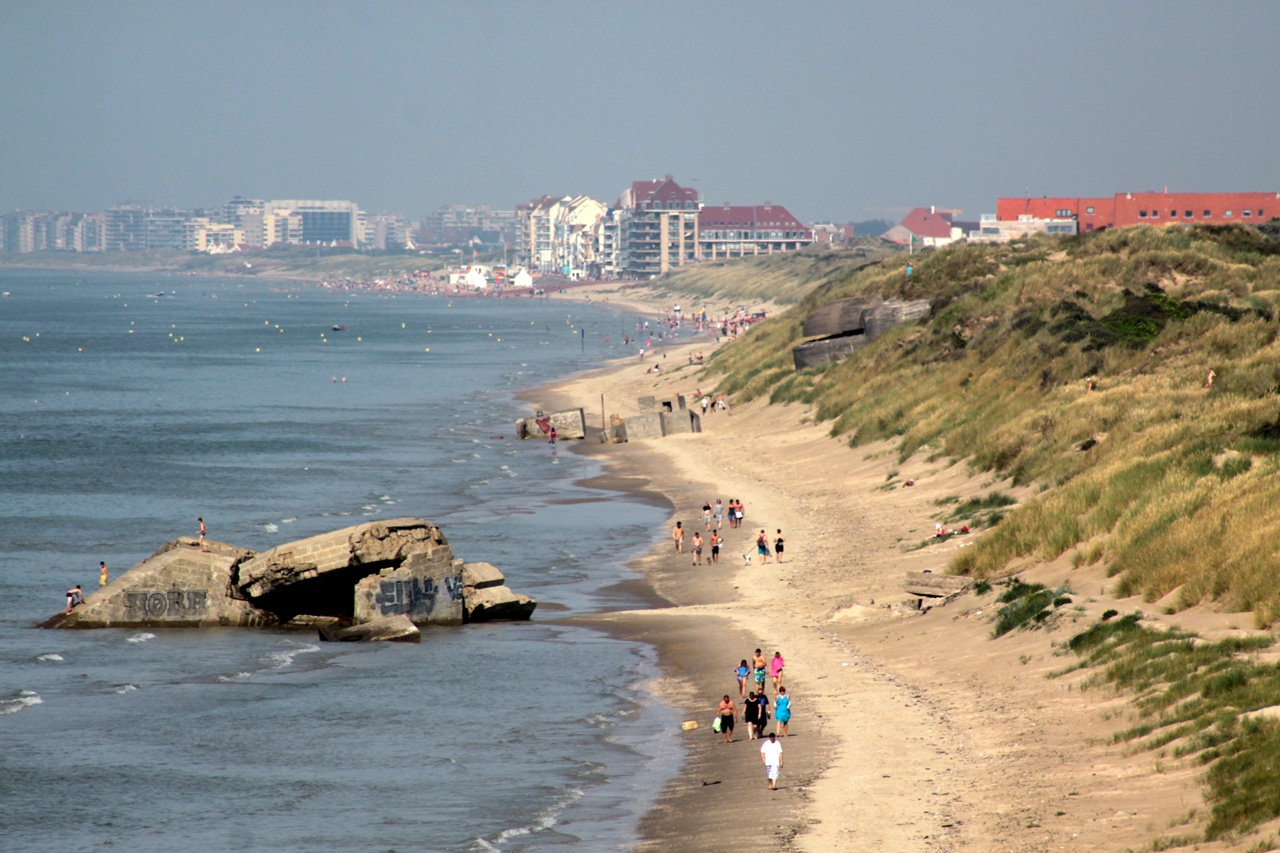
Побережье в Гивельде
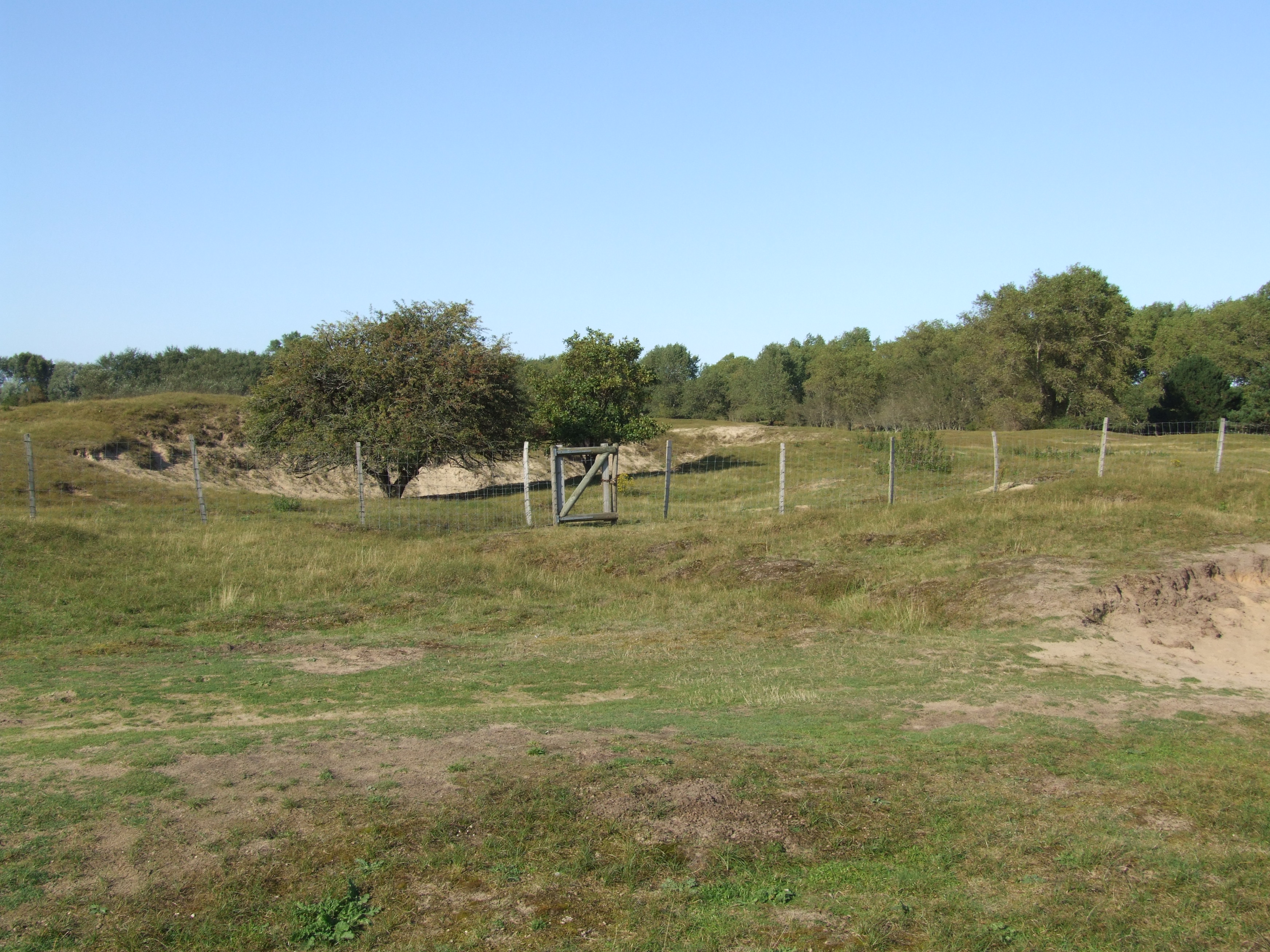
Дюна с соснами Гивельд